# 有馬清純
有馬 清純（ありま きよずみ）は、江戸時代前期から中期の大名。日向延岡藩主、越後糸魚川藩主、越前丸岡藩主。晴信系有馬家4代。延岡藩の先代藩主・有馬康純の長男。

## 略歴
延宝7年（1679年）11月27日、父の隠居により家督を継いだ。このとき、弟の純息と純富に合わせて2800石を分与している。しかし藩政において悪政を敷いたことから、元禄3年（1690年）に領内で山陰・坪谷村一揆が起こり、その責任を問われて元禄5年（1692年）に無城大名に格下げの上で越後糸魚川に移封させられた。
元禄8年（1695年）5月、越前丸岡へ移封となる。元禄15年（1702年）12月10日、59歳で死去し、跡を嫡男の真純（一準）が継いだ。

## 系譜
父母
- 有馬康純（父）
- 阿部忠秋の養女 ー 阿部政澄の娘（母）

正室、継室
- 岡部行隆の娘（正室）
- 世伊 ー 脇坂安政の長女（継室）

側室
- 皆吉須賀子、光徳院 ー 皆吉純忠の娘

子女
- 有馬一準（長男）生母は光徳院（側室）
- 永井直亮正室